# 可能世界
可能世界（英語：Possible world）的概念被用来在哲学和逻辑中，表达模态断言。在哲学中，术语“模态”覆盖了如“可能性”“必然性”“偶然性”这类观念。谈论可能世界在当代哲学讨论中是非常普遍的（特别是在英语世界中），尽管有着巨大的争议。

## 可能性、必然性、偶然性
那些使用可能世界概念的人认为“实际”世界是很多可能世界中的一个。对于世界可以是的每个不同方式，都被称为一个独特的可能世界；实际世界是我们事实上住在的世界。命题的模态状态被按照“在其中它为真的世界”的方式来理解；所以：
- 真命题是“在实际世界中为真”的命题。
- 虛假命題是那些在現實世界中虛假的命題。
- 偶然命题是“在一些可能世界中为真在另一些中为假”的命题。
- 必然命题是“在所有可能世界中为真”的命题。
- 不可能命题（或“必然假命题”）是“不在可能世界中为真”。

可能世界的想法最普遍的归功于莱布尼兹，他称可能世界为神头脑中的想法，并使用这个观念来争辩说，我们实际上的神造的世界一定是“所有可能世界中最好的”。但是，学者也曾在卢克莱修、伊本·鲁世德和邓斯·司各脱的著作中找到了这种想法的踪迹。这个观念的现代哲学使用的先驱是索尔·阿伦·克里普克。

## 模态逻辑的形式语义
从可能世界语义推导出来的系统性的理论在1950年代由索尔·阿伦·克里普克和他的同事首次介入。以类似于我们前面提议的方式处置事物，可能世界被用来为关于可能性和必然性的断言提供语义：在模态逻辑中，“可能的”称述被称为在“至少一个”可能世界中为真；而“必然的”陈述被称为在“所有的”可能世界中都为真，“真”陈述至少在“这个”世界中为真（在“实际”世界中）。（所以通过这些定义，所有必然性陈述都可以当作可能性陈述，当然也是真陈述。）
可能世界语义经常用做克里普克语义的同义语，但这普遍的被认为是一个错误：克里普克语义可以用来分析除了真势模态之外的模态，并且克里普克语义不假定模态现实主义，它或许是可能世界的语言所预示的。

## 从模态逻辑到哲学工具
以此作为根基，“可能世界”成为很多哲学开发的中心部分，从1960年代至今–包括依据大卫·刘易斯和罗伯特·斯托奈克开发最著名的反事实条件分析，它依据的是“邻近的可能世界”。在这个分析中，当我们讨论“如果”某些条件在场“就会”发生什么的时候，我们的断言的真实性由在具备这些条件的最邻近的可能世界（或最邻近的可能世界的“集合”）中什么是真的来决定。（可能世界W1被称为在R方面邻近于另一个可能世界W2，在达到W1和W2在R方面发生同样的事情的程度上；两个可能世界在特定方面上发生的事情差异越“大”，它们相互之间在这个方面就越“远”。）使用早先给出的反事实的例子，“如果乔治布什没有在2001年成为美国总统，戈尔就会成为美国总统”，表达了一个断言的这个句子可以被重新公式化为如下：“在最邻近（在有关方面最邻近）于我们实际世界的所有可能世界中，那里乔治布什2001年没有成为美国总统，而是戈尔成为了美国总统”。在关于这个句子的这种解释上，如果有最邻近（在有关方面最邻近）于真实世界的某些世界，这里乔治布什和戈尔都没有成为美国总统，则这个反事实所表达的断言是假的。

## 推荐阅读
- D.M. Armstrong        A World of States of Affairs (1997.  Cambridge: Cambridge University Press) ISBN 0-521-58948-7
- John Divers           Possible Worlds (2002. London: Routledge) ISBN 0-415-15556-8
- David Lewis           On the Plurality of Worlds (1986.  Oxford & New York: Basil Blackwell) ISBN 0-631-13994-X
- Michael J. Loux [ed.] The Possible and the Actual (1979.  Ithaca & London: Cornell University Press) ISBN 0-8014-9178-9
- G.W. Leibniz          Theodicy (2001. Wipf & Stock Publishers) ISBN 579104320
- 扎尔塔, 爱德华·N (编). . .

## 外部鏈接
- 扎尔塔, 爱德华·N (编). . .
- "Possible worlds: what they are good for and what they are" （页面存档备份，存于） — Alexander Pruss.
- 扎尔塔, 爱德华·N (编). . .
- 扎尔塔, 爱德华·N (编). . .